# Platypalpus latistrigata
Platypalpus latistrigata är en tvåvingeart som först beskrevs av de Meijere 1924.  Platypalpus latistrigata ingår i släktet Platypalpus och familjen puckeldansflugor. Inga underarter finns listade i Catalogue of Life.